# Minamoto Monogatari – 14 Wege der Versuchung
Minamoto Monogatari – 14 Wege der Versuchung (jap. 源君物語, Minamoto-kun Monogatari) ist ein Manga der Zeichnerin Minori Inaba, der seit 2011 erscheint. Das Werk basiert auf dem Genji Monogatari der Hofdame Murasaki Shikibu aus dem 11. Jahrhundert, dem bisweilen nachgesagt wird, der erste Roman der Welt zu sein.
Der Titel selbst ist ein Wortspiel: Einerseits bedeutet er „Die Erzählung von Minamoto“, wobei kun heute eine neutrale japanische Anrede ist, historisch aber als kimi gelesen für hochrangige Personen verwendet wurde. So wird auch Hikaru Genji der Protagonist des Genji Monogatari darin als Hikaru kimi (光君, „Prinz Hikaru; der strahlende Prinz“) bezeichnet. Zum anderen ist Genji weitgehend synonym mit Minamoto. Somit können anderseits die Schriftzeichen des Titels auch als „Die Erzählung des Prinzen Minamoto“ verstanden werden.

## Handlung
Seit Terumi Minamoto in der 8. Klasse wegen seines attraktiven, mädchenhaften Gesichts die Eifersucht seiner Mitschülerinnen auf sich zog und deswegen das ganze Schuljahr von ihnen gehänselt wurde, hat er eine Phobie vor Frauen. Als er fünf Jahre später sein Studium an der Shiun-Universität beginnt, nimmt er sich vor, diese endlich zu überwinden. Sein Vater eröffnet ihm, dass seine Geliebte ein Kind von ihm erwartet, er diese nun heiraten werde und die Wohnung nicht mehr groß genug sei, weswegen Terumi ausziehen müsse. Terumi kommt bei seiner attraktiven Tante Kaoruko Fujiwara unter, die eine Privatdozentin an seiner Universität ist und sich auf den Roman Genji Monogatari spezialisiert hat.
Kaoruko stellt die Bedingung auf, dass Terumi ihr bei ihrer Forschung helfen muss, wenn er bei ihr wohnen will. Im Roman nimmt der Prinz Genji, der viele Liebschaften unterhält, das Mädchen Murasaki auf und erzieht es zu seiner idealen Geliebten. Kaoruko bewundert diese Art der Liebe. Sie wird ihn daher so erziehen, auch unter Zuhilfenahme ihres eigenen Körpers, dass Terumi erst seine Angst vor Frauen verliert, um dann ein Casanova wie Prinz Genji zu werden und 14 Frauen zu verführen, die vom Charakter her an jene aus dem Genji Monogatari angelehnt sind. Kaoruko will dadurch Prinz Genji besser verstehen.

## Figuren
Terumi Minamoto (源 光海, Minamoto Terumi)
Terumi (18) hat zu Beginn der Handlung ein Studium an der Shiun-Universität aufgenommen. Er wird als gutaussehender androgyner Junge beschrieben, weswegen er in der Mittelschule von Mädchen gehänselt wurde und eine Frauenphobie entwickelte. Er steht auf ältere Frauen und hat einen Mutterkomplex, da er früh seine Mutter verlor. Durch das Training seiner Tante, in dessen Verlauf er seinen ersten Kuss von ihr erhält, verliert er diese, wenngleich er oft seinen sexuellen Begierden kopflos nachgibt und übereilt handelt.
Als erstes trägt ihm Kaoruko auf, seine Cousine Asahi zu verführen, da ihm bei ihr als seine Verwandte seine Frauenphobie nicht in die Quere kommen wird. Da er Asahis Verhalten aus Unerfahrenheit fehlinterpretiert, gelingt seine Verführung nur teilweise. Als Nächstes ist daher Aoi Kiriyama an der Reihe, mit der er schließlich sein erstes Mal hat. Als er sich daraufhin eine gegenseitige Liebe wünscht, wird er mit der sanften und nachgebenden Chisato Hanada bekanntgemacht, die wiederum eine Männerphobie hat. In ihr sieht er eine verwandte Seele und passende Partnerin für seine emotionalen und körperlichen Bedürfnisse, doch liebt sie ihn nicht ebenso wie er sie. Da er nun den Wunsch hegt, endlich eine Freundin zu finden, die ihn liebt, kommt er mit Miya Rokujō zusammen, die ihn jedoch idealisiert, besessen in ihn vernarrt ist und bei sich zuhause einsperrt. Durch diese Erfahrung steigert sich zwar sein Selbstvertrauen, es schockiert ihn aber auch so, dass Kaoruko ihm als Gegenstück die unschuldige Zuneigung eines Kindes in Shian Kowaka gegenüberstellt. Mit seinem gesteigerten Selbstvertrauen gelingt es ihm dann, Mädchen, die selbst Liebesprobleme haben, zu helfen, wie Iyo Semi, die sich in einer lieblosen Beziehung befindet, aus der auszubrechen sie nicht den Mut hat oder Yū Tokonatsu, die ihr Leben dem Sport verschrieben hat und nun Liebe erfahren will.
Seine literarische Vorlage im Genji Monogatari ist Prinz Hikaru Genji, wobei das erste Schriftzeichen von Terumi dasselbe wie in Hikaru und Minamoto synonym mit Genji ist.
Kaoruko Fujiwara (藤原 香子, Fujiwara Kaoruko)
Kaoruko (29) ist eine attraktive Frau, nach der sich jeder Mann umdreht. Im japanischen Original ist sie die Schwester seines Vaters – in der deutschen Fassung die Schwester einer Nachbarin und Freundin der Familie – und Privatdozentin an seiner Universität sowie anerkannte Expertin für das Genji Monogatari, weswegen sie, um dieses besser zu verstehen, einen umgekehrten Hikaru-Genji-Plan ersinnt. Mit Hikaru-Genji-Plan (光源氏計画, Hikaru Genji keikaku) wird in Japan Prinz Genjis Plan bezeichnet, ein junges Mädchen aufzunehmen und nach seinem Belieben zu einer idealen Gefährtin zu erziehen, was Kaoruko hier mit vertauschtem Geschlecht mit Terumi vorhat. Kaoruko hat eine sehr gute Menschenkenntnis, ist selbst aber undurchsichtig und stets gefasst. Damit Terumi seine Frauenphobie überwindet, setzt sie ihren eigenen Körper ein, wobei sie langsam eskaliert: Zuerst gibt sie Terumi seinen ersten Kuss, um ihn mit dem Frauenkörper bekannt zu machen, und um einen kühlen Kopf in sexuellen Situationen zu bewahren, soll er ihre Brüste anfassen und bei ihr im Bett schlafen, oder sie zieht sich vor ihm aus.

### 14 Eroberungen
Asahi Momozono (桃園 朝日, Momozono Asahi)
Asahi ist Kaorukos Nichte und im japanischen Original Terumis Cousine. Sie ist 21 und studiert Literatur im 8. Semester, um später Bibliothekarin zu werden. Sie ist ein Fan von erotischen Shōjo-Manga und hatte trotz ihres Alters noch nie eine Beziehung oder männliche Bekanntschaften, da sie vor ihrem Studium eine Mädchenschule besuchte. Kaoruko schlägt ihr vor, ein Wort bei einer Bibliothek einzulegen, wenn sie mit Terumi auf ein Date geht. Bei diesem erhält sie von ihm ihren ersten Kuss, was sie vor Schock starr werden lässt, und was Terumi fälschlich so interpretiert, dass er weiter gehen darf. Nachdem sie ihm verziehen hat, gesteht Terumi ihr seine Liebe und macht sich aggressiv an sie heran, wobei es bis zum Vorspiel kommt. Danach bietet Asahi ihm an, seine Freundin zu werden, jedoch nur eine platonische Beziehung führen zu wollen, was wiederum Terumi ablehnt.
Asahis Vorbild im Genji Monogatari ist die Priesterjungfrau (saiin) Asagao no kimi (朝顔の君,  dt. „Prinzessin Asagao“), die Tochter Prinz Momozonos und Cousine Genjis. Genji versuchte jahrelang vergeblich, Asagao zu verführen, die es jedoch stets bei einer platonischen Liebe beließ.
Aoi Kiriyama (桐山 葵, Kiriyama Aoi)
Aoi (24) ist eine Freundin von Kaoruko. Sie kommt aus einer Unternehmerfamilie und ist beruflich Geschäftsführerin eines Nagelstudios. Sie ist von zierlicher Gestalt und eine unterkühlte Schönheit, die viele Anträge bekommt. Kaoruko wählt sie nach dem Fehlschlag mit Asahi aus, damit Terumi lernt, nicht aus Wollust außer Kontrolle zu geraten. Ihr Vater ist ein bekannter Konzernchef und Aoi besitzt diesem gegenüber einen Elektrakomplex, wobei sie sich aus Kompensation in Ersatzbeziehungen stürzt, bei denen sie, da sie andere Männer nicht als gleichrangig anerkennt, der dominante Part ist. Anfangs behandelt sie Terumi wie ein Spielzeug, führt ihn aber in die körperliche Liebe ein, so dass Terumi sein erstes Mal mit ihr hat. Sie hat jedoch die Angewohnheit, während des Aktes „Vater“ zu rufen.
Ihr literarisches Vorbild ist Aoi no ue (葵の上, dt. „Dame Aoi“), Tochter des Ministers zur Linken, die mit 16 Jahren mit dem 12-jährigen Genji verheiratet wurde und diesem gegenüber immer distanziert und kalt blieb.
Chisato Hanada (花田 千里, Hanada Chisato)
Chisato (18) studiert an der Shiun-Hauswirtschaftsfachschule und arbeitet nebenbei in einem Nudelrestaurant. Sie hat einen sanften, häuslichen Charakter mit einem unauffälligen Aussehen und einem freundlichen angenehmen Lächeln. Sie ist ein etwas altmodisches Mädchen, das andere stets vor sich selbst stellt. Sie hatte schon in der 4. Klasse für ihr Alter große Brüste, weswegen sie von den Jungs aufgezogen wurde und daher eine Phobie vor Männern entwickelte. Als sie Kaoruko deswegen konsultiert, schlägt diese vor, dass sie probeweise für einen Monat Terumis Freundin wird. Aufgrund ihres nachgebenden Wesens gelingt es ihm schnell, sie zu verführen und sie hat ihr erstes Mal mit ihm. Während Terumi sich wirklich in sie verliebt hat, mag sie ihn zwar und ist ihm dankbar, ihr bei der Überwindung ihrer Phobie geholfen zu haben, ist sich aber unsicher, ihn tatsächlich zu lieben, so dass die Beziehung beider in einer Freundschaft endet.
Ihre Vorlage ist Hanachirusato (花散里), die als nicht besonders attraktiv, aber warmherzig beschrieben wird und Genji stets alles verzieh.
Miya Rokujō (六条 美也, Rokujō Miya)
Miya (25) ist eine Informatiktutorin an Terumis Universität. Ursprünglich war sie von Kaoruko als Terumis dritte Eroberung vorgesehen. Als Terumi jedoch von der Natur ihres literarischen Vorbilds hört, bittet er Kaoruko, ihm jemanden zu geben, mit dem man eine normale Beziehung führen kann, so dass sie ihn erst mit Chisato bekannt macht. Nachdem Terumi von Asahi, Aoi und Chisato vorerst keine Liebe empfangen kann, stellt Kaoruko ihm Miya vor, die ihm dies geben kann. Diese verliebte sich vor fünf Jahren während ihres Referendariats an seiner Schule in ihn. Allerdings ist sie von ihm besessen und sperrt ihn bei sich zu Hause ein. Kaoruko, die sich Miyas Charakter bewusst ist, erzählte Miya von ihrem Hikaru-Genji-Plan, um Miyas Mitarbeit zu erlangen. Die Beziehung mit Miya und ihrer starken Liebe und dem Sex sollte Terumi das notwendige Selbstvertrauen für weitere Eroberungen geben. Kaoruko schreitet schließlich ein, als Miya versucht, Terumi zu monopolisieren und beendet die Beziehung vorerst, zumal sie weiß, dass Miya ihn weiterhin lieben wird.
Sie basiert auf Rokujō no miyasudokoro (六条御息所), Genjis besitzergreifende Geliebte, die später zu einem rachesüchtigen Geist wurde und dessen anderen Frauen verflucht. Im Manga wird sie als erste Yandere der Literaturgeschichte bezeichnet.
Shian Kowaka (小若 紫亜, Kowaka Shian)
Nach dem Schock mit Miya stellt Kaoruko ihm die 10-jährige Shian als seine zukünftige Murasaki vor.
Das Shi in ihrem Vornamen ist dasselbe Schriftzeichen wie in Murasaki, die als Waka Murasaki (若紫), „junge Murasaki“ in den Roman eingeführt wird.
Iyo Semi (瀬見 伊予, Semi Iyo)
Iyo Semi (27) ist eine Verkäuferin im Universitätsladen. Sie trägt eine Brille, hat ein geringes Selbstwertgefühl und ist neidisch auf junge Leute, was sie öfter im Alkohol ertränkt. Semi führt eine Beziehung mit einem Mann, der sie nur trifft, wenn ihm danach ist, während sie ihn nicht wirklich liebt und nur aus Trägheit sich nicht von ihm trennt. Sie hat einen One-Night-Stand mit Terumi, da sie nie erwartet hätte, dass jemand anderes als ihr jetziger Freund, und zudem noch ein weit jüngerer, jemals Gefallen an ihr finden würde. Obwohl ihr Freund sie seit zwei Monaten nicht mehr besucht hat, sie weiß, dass ihr Freund sie betrügt und Terumi sie liebt, bleibt sie doch bei ihrem Freund, wenngleich ihr Pessimismus nun verflogen ist.
Ihr Vorbild im Genji Monogatari ist Utsusemi (空蝉), die Kummer hat, dass sie nicht ihrem Mann näher kommen konnte, und dennoch eine Affäre für eine Nacht mit Genji hatte.
Yū Tokonatsu (常夏 夕, Tokonatsu Yū)
Yū (22) ist eine Fitnessclub-Trainerin und spricht mit einem Kansai-Dialekt. Seit ihrer Kindheit war sie oft krank, war bis zu ihrem 19. Lebensjahr im Krankenhaus und widmete sich dann zur Verbesserung ihrer Gesundheit ganz dem Sport, so dass sie keine Erfahrung mit Männern hat. Terumi trifft sie, als er Sport treibt, um muskulöser und damit weniger weiblich zu werden. Aufgrund ihres umgänglichen Wesen freundet sich Terumi schnell mit ihr an und trifft sich auch außerhalb des Fitnessstudios mit ihr. Sie sehnt sich danach, Liebe zu erfahren, die sie in Terumi sucht.
Im Genji Monogatari ist ihr Gegenstück Yūgao (夕顔), auch Tokonatsu genannt.

### Sonstige
Tsukiko (月子)
Tsukiko ist die Studienkollegin und Freundin Asahi. Sie kleidet sich als Gothic Lolita und schreibt erotische Geschichten, die sie Asahi und dann Terumi zum Probelesen gibt. Tsukiko hat jedoch ebenfalls keine Erfahrungen mit dem anderen Geschlecht, versteht sich jedoch gut mit Terumi.
Sie hat eine kleine Schwester, Nagiko (凪子), die noch die Schule besucht und ein großer Fan Kaorukos und des Genji Monogataris ist, so dass sie auch dessen Sprache nachzuahmen versucht.
Tsukasa Chūjō (中将 つかさ, Chūjō Tsukasa)
Tsukasa war die Rädelsführerin der Mobber an Terumis Mittelschule. Dort galt sie als das hübscheste Mädchen der Schule, sah sich jedoch in ihrem Stolz verletzt, als ihr Schwarm äußerte, dass Terumi hübscher sei. Sie studiert ebenfalls an der Shiun-Universität in der Fakultät für Liberal Arts. Mit der Hilfe Kaorukos entdeckt Terumi, dass Tsukasa eine Affäre mit einem verheirateten Professor hat, woraufhin sie ihn durch Verführung versucht, zum Schweigen zu bringen. Terumi stellt sich ihr jedoch entgegen und schafft es, sie in die Reserve zu drängen, wodurch es ihm gelingt, sein Trauma endgültig zu überwinden.

## Veröffentlichung

### Manga
Der Manga wird von der Zeichnerin Minori Inaba geschrieben und gezeichnet und erscheint seit dem 29. September 2011 (Ausgabe 42/2011) in Shūeishas Manga-Magazin Young Jump. Nach diversen One Shots ist dies ihr erstes serialisiertes, d. h. längeres Werk. Die Einzelkapitel wurden in bisher elf Sammelbänden (Tankōbon) zusammengefasst:
1. ISBN 978-4-08-879318-4, 19. April 2012
2. ISBN 978-4-08-879432-7, 19. Oktober 2012
3. ISBN 978-4-08-879550-8, 19. April 2013
4. ISBN 978-4-08-879668-0, 18. Oktober 2013
5. ISBN 978-4-08-879783-0, 18. April 2014
6. ISBN 978-4-08-890028-5, 17. Oktober 2014
7. ISBN 978-4-08-890142-8, 17. April 2015
8. ISBN 978-4-08-890257-9, 19. Oktober 2015
9. ISBN 978-4-08-890391-0, 19. April 2016
10. ISBN 978-4-08-890519-8, 18. November 2016
11. ISBN 978-4-08-890644-7, 19. Mai 2017

Für den deutschsprachigen Raum wurde das Werk von Panini Comics lizenziert und erscheint seit März 2015 als Minamoto Monogatari − 14 Wege der Versuchung. in bisher zehn Bänden. In Taiwan erscheint der Manga bei Sharp Point Press und in Frankreich unter dem englischen Titel Love Instruction – How to become a seductor bei Soleil.
In der deutschen Fassung wurden dabei die Familienbeziehungen geändert und aus der Tante des Protagonisten eine Familienfreundin, sowie aus seiner Cousine eine bloße Kindheitsfreundin, wodurch der Bezug zur historischen Romanvorlage abgeschwächt wurde.

### Light Novel
Am 17. Oktober 2014 erschien ein Spin-off als Light Novel durch Hajime Tanaka namens Minamoto-kun Monogatari: Narabi no Maki (源君物語　並びの巻; ISBN 978-4-08-703335-9).